# Ludwig Leitl

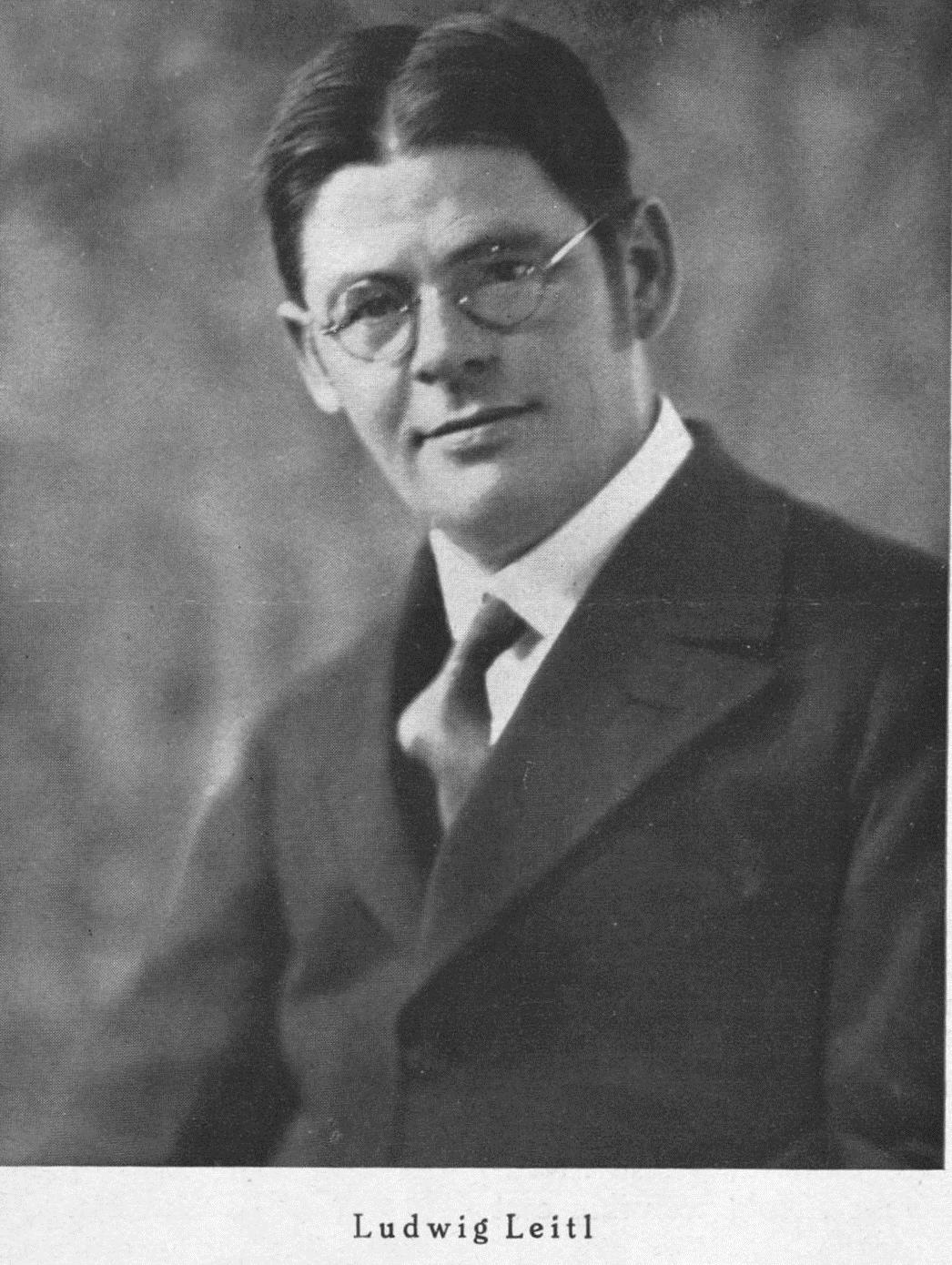
Ludwig Leitl

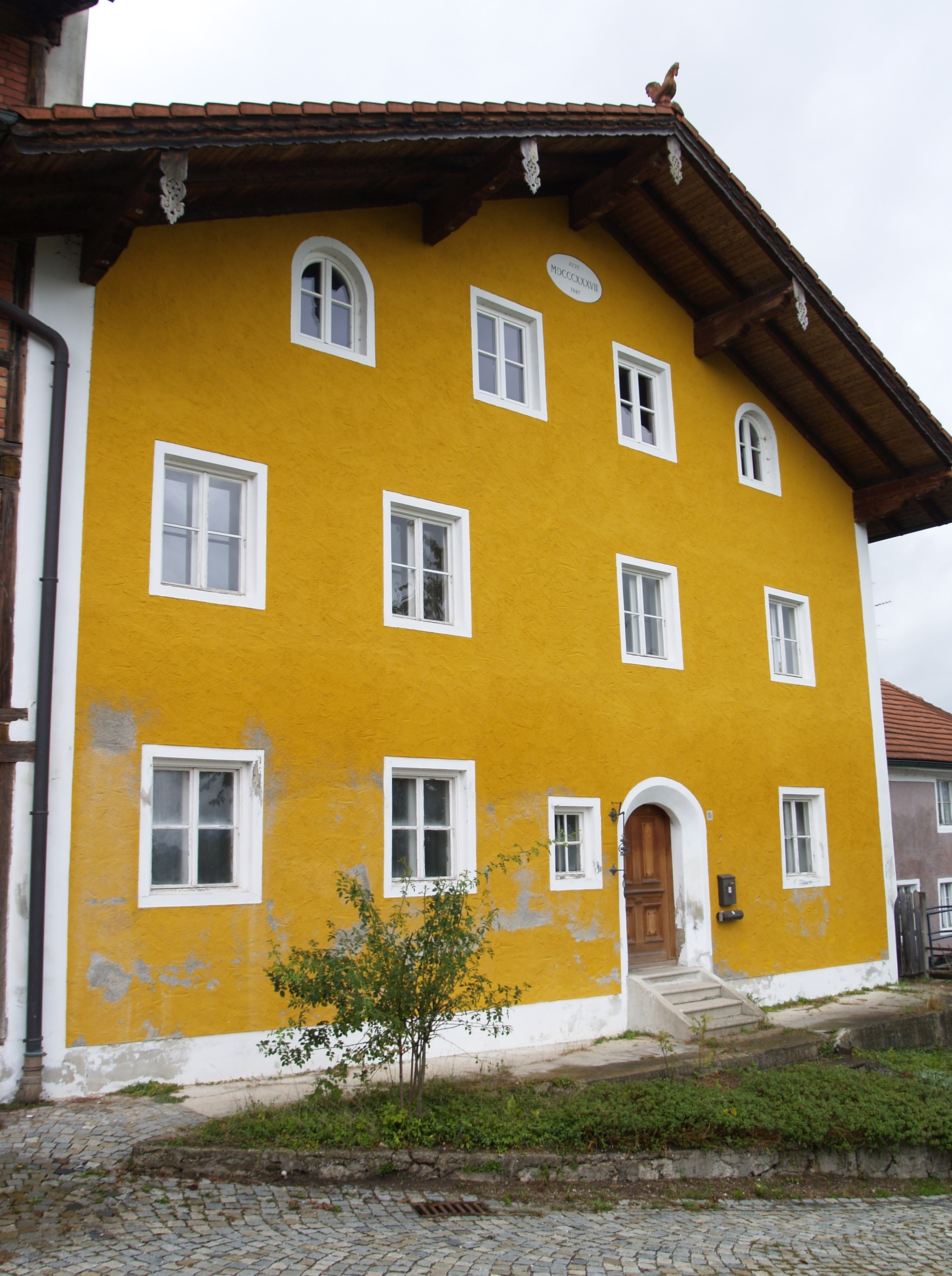
Leitls Geburtshaus in der Mühlenstraße 16

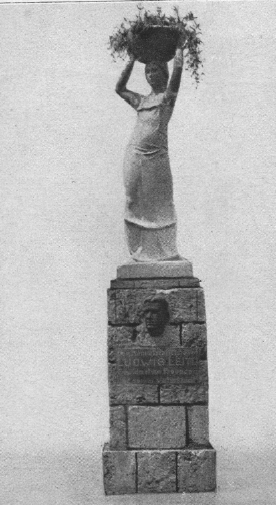
Leitl-Denkmal Richard Millers in Tittmoning 1932

Ludwig Leitl (* 3. April 1883 in Tittmoning; † 21. April 1931 in München) war ein deutscher Heimatdichter aus dem Salzachgau.

## Leben
Ludwig Leitl wurde in der Gstattenbauermühle in Tittmoning als ältester Sohn des Elektromonteurs Ludwig Leitl und seiner Frau Amalie, geb. Gstattenbauer, geboren. Er besuchte das heutige Kurfürst-Maximilian-Gymnasium Burghausen und trat im Alter von 19 Jahren in den bayerischen Postdienst ein, wo er den Rang eines Oberpostsekretärs erreichte.
1910 heiratete er Friederike Müller, die Tochter eines Dingolfinger Photographen.
In Hans Buchner, dem Direktor und Mitinhaber der Münchener Zeitung, fand er 1912 einen lebenslangen Förderer seines literarischen Talents. In einem Beitrag zu einer Ehrennummer der Zeitschau für Buchner schilderte Leitl die Anfänge seiner Schriftstellerlaufbahn: „Hingerissen von der Güte meines neuen Gönners brachte ich ihm in kurzen Abständen, als ob ich nicht mit Hirn und Händen, sondern mit der Wurstspritze arbeitete, weltbewegende Dramen, Romane, Lustspiele etc.“. Er folgte schließlich dem hartnäckigen Drängen seines Ratgebers, sich auf die wahre Stärke seiner Begabung, die Darstellung des ländlichen Milieus seiner Heimat, zu beschränken. In rascher Folge erschienen ab 1925 die in der Region zwischen Salzach und Inn angesiedelten Bauernromane, die zunächst in Fortsetzung als Zeitungsromane gedruckt werden. Zeitgenössische Kritiker betrachteten seine Romane als Werke in würdiger Nachfolge eines Ludwig Thoma.
Leitl aber war der Belastung durch seine berufliche Tätigkeit und seine mit immensem Fleiß verfolgte literarische Karriere nicht lange gewachsen und starb im Alter von nur 48 Jahren in der Agnesstraße 48/1 in München-Schwabing.
Münchner Freunde und Förderer ließen ein Jahr nach Leitls Tod in seinem Geburtsort Tittmoning ein Denkmal errichten. Das von dem Münchner Bildhauer Richard Miller geschaffene Kunstwerk am Laufener Tor ist bis heute erhalten geblieben.

## Werke

### Bauernromane
- Der Brunnhofer (1925)
- Jakob Murr  (1926)
- Der Hocheder (1927) Nur als Zeitungsroman publiziert.
- Der Zaglerhof. Ein Bauernroman aus unseren Tagen (1931)

### Weitere Romane
- Das andere Gesicht (1928) Nur als Zeitungsroman publiziert.
- Hinter den Kulissen der Zeit (1929) Nur als Zeitungsroman publiziert.

### Drama
- Jakob Murr (1926) in Zusammenarbeit mit Maximilian Ferner